# Куфия
Ку́фия (арафа́тка; араб. كُوفِيَّة‎), также шема́г (араб. شُمَاغ‎), джамана́ (курд. جەمانە), сарви́н (курд. سه‌روین), дастма́л (курд. دەستمال), пу́ши (курд. پۆشی), гу́тра (араб. غُترَة‎) и йашма́к (тур. yaşmak) — мужской головной платок, являющийся неотъемлемой частью гардероба арабов, курдов и иракских туркменов.
В Турции ношение данного головного убора запрещено из-за ассоциации с Рабочей партией Курдистана, запрещённой властями как террористическая организация. Также из-за влияния культур соседних народов и запретов на проявление национальной самобытности, курды, особенно в Турецком Курдистане, стали редко носить курдскую одежду, в частности данный головной платок.

## Этимология

### Арабские названия

#### Куфия
Существует две теории происхождения слова «куфия»:
- от итал. cuffia или фр. coiffe (исп. cofia, порт. coifa), что означают «капюшон», «головной убор». Слово пришло вместе с производством этого убора в XIV веке в центральной Италии[15];
- по народной этимологии: названа по городу Эль-Куфа в современном Ираке[16].

Куфия традиционно называется «куфией» только на небольшой территории, примерно совпадающей с Палестиной (как исторической областью).
Данное слово попало и в фарси, где джамана имеет только религиозное использование (Чафия — так мусульмане-шииты называют город Эль-Куфа «чеффия»).

#### Арафатка
Название «арафатка» получило хождение в русскоязычных странах во время резкой эскалации израильско-палестинского конфликта (позднее получившей название «первой интифады») в конце 1980-х годов, когда на телеэкранах часто появлялся лидер палестинцев Ясир Арафат, неотъемлемой частью образа которого была куфия. Куфия Ясира Арафата была уложена на голове таким образом, чтобы находящаяся на плече часть ткани по форме напоминала очертания исторической Палестины.

#### Шемаг
Слова «шемаг», «шемах» (англ. shemagh) использовали солдаты Британской империи, которые носили платок практически повсеместно в жарких странах, в том числе и в годы Второй мировой войны (Арабский легион, Вооружённые силы Иордании, Отряд пустынных снайперов, Особая воздушная служба и др.). С 2000-х годов куфия стала модным трендом, используемым европейскими и американскими кутюрье.
Является наиболее распространенным арабским названием. Используется на востоке Сирии, на западе Ирака, на севере Саудовской Аравии; раньше его употребляли и в Иордании.

#### Гутра
Происходит от араб. قطرة‎ «капля». Это связано с традиционным способом ношения на голове таким образом, чтобы края свисали на шею, как стекающие капли воды.

### Курдские названия

#### Джамана
Джамана — название, используемое у большей части иранских курдов, в частности проживающих в Керманшахе, Ардалане, Мехабаде и т.д. Кроме этого, бытует у части иракских курдов.

#### Пуши
Курдское слово, означающее «предмет одежды».

#### Дастмал
Используется в основном у части турецких, сирийских, армянских и грузинских курдов.

#### Сарвин
Происходит от слияния курдских слов ser и wîn, где ser означает «сверху», «на чем-то».

#### Йашмак
Иракские туркмены, проживающие в Курдистане, называют курдский платок пуши «йашмак», что происходит от турецкого «то, что завязывается».

## История
Василий Никитин, известный российский дипломат и востоковед, сделал следующее описание данного головного убора:
«Курды носят на голове широкий шелковый платок — красный, белый и голубой, — обшитый бахромой и элегантно завязанный на красной ермолке. Широкие сгибы платка, собранные в перевязь, и длинная бахрома спадают в фантастическом беспорядке. У них чисто сарацинские черты, а черные блестящие глаза сверкают каким-то особенным блеском под таким головным убором».
До начала XX века данный головной убор ассоциировался именно с курдами, а сам платок был распространен только в регионах, примыкающих к Курдистану. Именно из Курдистана, чьи жители веками спускались с гор за солью и в поисках чёрной работы, этот головной убор распространился к югу настолько, что в средневековой Италии стало выгодно его производить. Хотя, по некоторым источникам, куфию называют в честь иракского города Эль-Куфа, есть серьезные основания полагать, что туда она попала уже после падения Римской империи и Арабского завоевания. Принесли платок по всей видимости купцы-караванщики, которые постоянно страдали от набегов курдских племен. Сочетание панарабизма и панисламизма вместе с людьми, веривших в Арабское Возрождение, в самом конце Первой мировой войны и в первые послевоенное годы и превратило её, окончательно, из курдского головного убора в арабский. 
Традиционная палестинская куфия отличается чёрно-белым паттерном. Данный элемент одежды стал символом палестинского национализма (начиная с 1936 года). За пределами Ближнего Востока куфия также приобрела популярность среди активистов, поддерживающих палестинцев в конфликте с Израилем. В Индонезии некоторые люди использовали куфию, чтобы показать свою солидарность с Палестиной.
Курдский платок также распространился на иракских туркмен и стал неотъемлемой частью их гардероба.

## Использование
Куфия служит для защиты головы и лица от солнца, песка и холода. Также ее используют в различных прикладных целях — расстеленная на земле служит скатертью, сложенная в несколько раз — как фильтр для очистки воды, подвязанная — как пояс, скрученная — как верёвка для подъёма груза. Часто куфию носят с обручем чёрного цвета — эгалем (араб. عقال‎, iqāl — «связь, верёвка»; родственное ивр. עיגול‎ igul — «круг, обруч»), удерживающим платок на голове.
Наиболее популярные расцветки — белая, белая с красным или чёрным орнаментами. В Йемене распространены разноцветные куфии. В зависимости от региона происхождения носящего куфию человека может различаться её орнамент, расцветка.
В различных арабских странах и в Курдистане различается и способ завязывания платка. Например, курдский дастмал представляет собой шёлковый платок, который завязывается на голову. Квадратный платок складывается в треугольник, накидывается на голову острием чуть ниже затылка, правым концом платка, аккуратно свёрнутым в жгут толщиной 5-7 см, делается полный оборот вокруг головы по часовой стрелке, кончик фиксируется в сформировавшейся складке, левый конец платка, также свёрнутый в жгут, оборачивается вокруг головы против часовой стрелки и тоже фиксируется. В Саудовской Аравии эта манера совсем простая — однотонный головной платок, наброшенный на голову, иногда даже без поддерживающего обруча. Курды традиционно покрывали голову как шарф, не оставляя волосы. Этот способ завязывания до сих пор существует в Южном Курдистане, но в Северном Курдистане он исчез. В Омане куфию повязывают гораздо более сложным образом и совсем иначе, чем те же саудовцы, на манер тюрбана. Оманцы не используют поддерживающий куфию обруч, что повсеместно принято в Иордании и Палестине, чья затейливая манера ношения куфии, отличная и от саудовской, и от оманской традиций, была модифицирована палестинским лидером Ясиром Арафатом.

## Изготовление
Основным материалом для изготовления служит хлопок; нередко можно встретить шерстяные куфии и куфии с добавлением синтетических тканей. Традиционный орнамент, как правило, выполняют посредством вышивки.